# Andy Bothwell
Andy Bothwell (Belfast, 7 ottobre 1900 – Belfast, 24 febbraio 1928) è stato un calciatore nordirlandese, di ruolo attaccante.

## Palmarès

### Club

#### Competizioni nazionali
- Irish Cup: 1

Ards: 1926-1927